# Freie Migration
Freie Migration oder offene Einwanderung ist eine normative Position, die besagt, dass Menschen nicht daran gehindert werden sollten, in ein Land ihrer Wahl einzuwandern.

## Offene Grenzen vs. Abschaffung von Grenzen

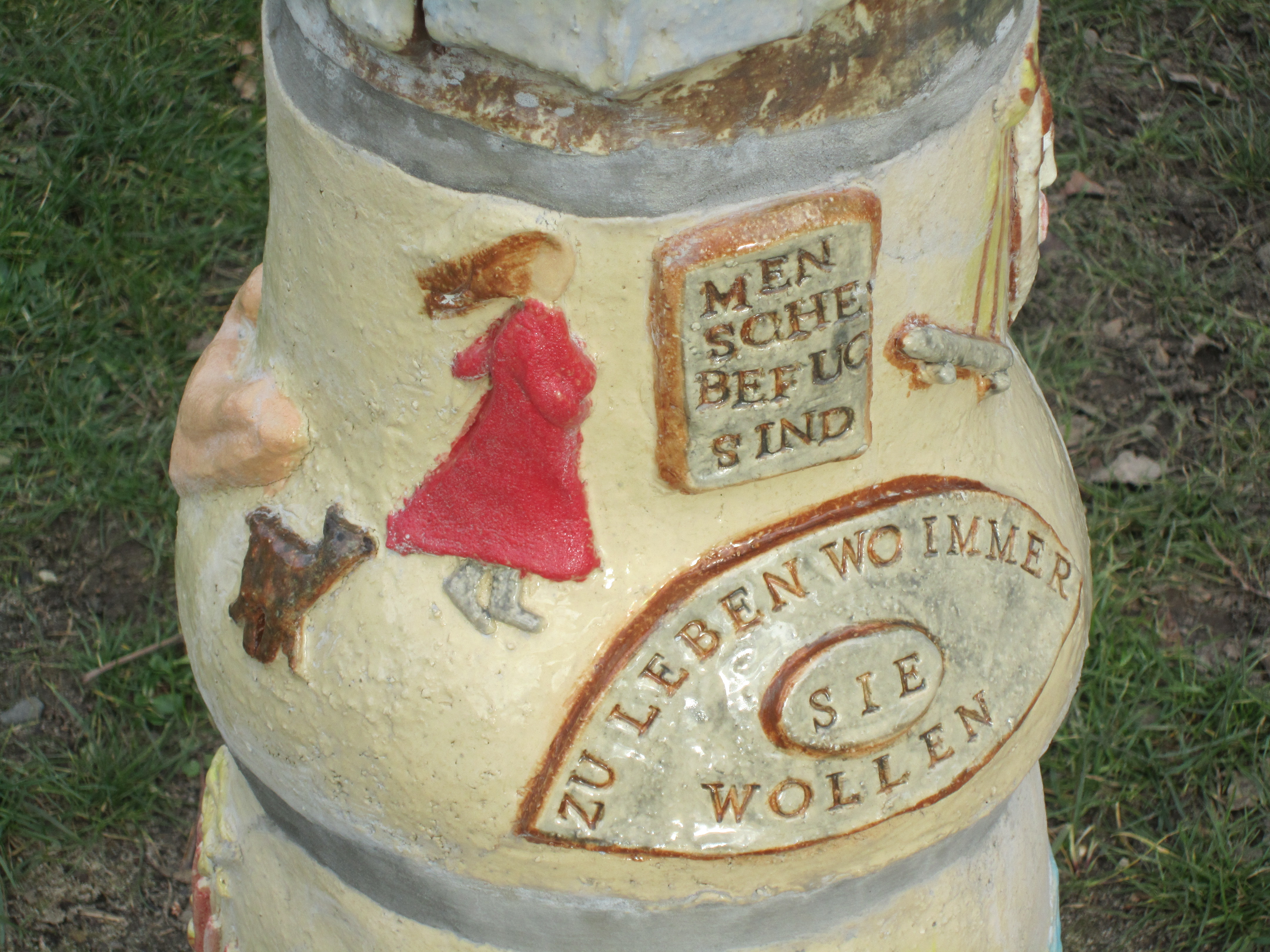
„Menschen befugt sind zu leben wo immer sie wollen“ – Ausdruck des Traums von Freizügigkeit als Menschenrecht auf der Willkommenssäule bei einem Flüchtlingswohnheim in Bremen-Osterholz

Im englischsprachigen Raum wird zwischen der Forderung nach freier Migration („open borders“) und Grenzenlosigkeit („no borders“) unterschieden. Freie Migration wird als staatliches Migrationsregime propagiert, Grenzenlosigkeit hingegen ist eine anarchistische Position. Beispielsweise propagiert die britische Sektion des „No Border-Netzwerks“, dass eine Welt ohne Grenzen zugleich auch eine Welt ohne Staaten sein müsse: „We believe that a world without borders must also mean a world without states.“.
Libertäre, Sozialisten und Anarchisten befürworten offene Einwanderung bzw. Grenzenlosigkeit, ungeachtet der sonstigen Unterschiede zwischen den drei Ideologien und der damit einhergehenden Unterschiede in den Begründungen dieser Position im Diskurs. Auch Minarchisten stellen die Autorität der Staaten und die Legitimität ihres Handelns in Frage, indem sie die Kontrolle der Einreise, des Aufenthalts und der Arbeitsaufnahme durch die Staaten unterlaufen bzw. unterbinden wollen, und zwar zugunsten aller Personengruppen, nicht nur zugunsten der Arbeitsmigranten. Anarchisten wenden sich überhaupt gegen jegliche Staatlichkeit.
Fabian Georgi erklärt in der von der Rosa-Luxemburg-Stiftung herausgegebenen Zeitschrift Luxemburg. Gesellschaftsanalyse und linke Praxis die „linke“ Strategie einer Welt ohne Grenzen: „Mit Slogans wie ›Kein Mensch ist illegal‹ und ›No Border! No Nation!‹ haben [die Aktivisten] die Idee globaler Bewegungsfreiheit auf die Agenda sozialer Bewegungen gesetzt. Sie beschreiben die Idee, dass sich alle Menschen frei auf der Erde bewegen können, dass sie leben und sich niederlassen können, wo sie möchten, und dabei gleiche Rechte genießen, ungeachtet ihrer ›Nationalität‹, ihrer ›Staatsbürgerschaft‹ oder anderer Kriterien. Selbstorganisierte sans-papiers und refugees sowie die NoBorder-Bewegung haben globale Bewegungsfreiheit als ein gegenhegemoniales Projekt konstituiert, als ein politisches Vorhaben, das die ›tiefe Hegemonie von Grenzen‹ radikal infrage stellt.“ Allerdings gab Georgi 2012 zu, dass zu Frage nach der konkreten Ausgestaltung einer ‚Welt ohne Grenzen‘ noch schlüssige, unter Linken konsensfähige Antworten fehlten.
Leoluca Orlando, Bürgermeister von Palermo und Hauptinitiator der im März 2015 verabschiedeten Charta von Palermo, stellte die These auf, dass es unmöglich sei, „die Verlagerung von Abermillionen Menschen zu blockieren.“

## Historische und aktuelle Beispiele für freie Migration
Bis ins zwanzigste Jahrhundert erlaubten die USA und Kanada die fast vollständig offene Immigration für Europäer. Die geographische Expansion in den „wilden“ Westen ermöglichte eine Migration der Überschussbevölkerung Europas. Diese Phase endete im 20. Jahrhundert, als eine weitere geographische Expansion nicht mehr möglich war. In dem Immigration Act of 1924 beschloss der Bundeskongress strenge Einwanderungskontrollen, besonders für die, die von außerhalb Westeuropas kamen. Diese Regeln wurden 1965 im Immigration Reform Act gelockert.
Personenfreizügigkeit gibt es derzeit:
- zwischen den Staaten der Europäischen Union, der Europäischen Freihandelsassoziation (EFTA), des Europäischen Wirtschaftsraumes (EEA)
- zwischen den Staaten des nordischen Rates
- innerhalb der Westafrikanischen Wirtschaftsgemeinschaft ECOWAS
- der Gemeinschaft unabhängiger Staaten GUS (mit Ausnahmen und Einschränkungen) und einigen bilateralen Vereinbarungen.

Ein Menschenrecht auf Freizügigkeit wird Migrationswilligen in keinem Staat der Welt als positives Recht zuerkannt.

## Kritik

### Folgen für den Sozialstaat
Der Wirtschaftsjournalist Patrick Welter warnt, dass bei hoher Zuwanderung eine Beschneidung des Sozialstaats nur vermieden werden könne, wenn die Anreize zur Einwanderung in den Sozialstaat begrenzt werden würden. Er erinnert an das Diktum des Trägers des Alfred-Nobel-Gedächtnispreises für Wirtschaftswissenschaften Milton Friedman, nach dem man entweder freie Zuwanderung oder einen Wohlfahrtsstaat haben könne, aber nicht beides zusammen. Nach Ansicht des Ökonomiewissenschaftlers William Niskanen ist es allerdings möglich, freie Zuwanderung zu ermöglichen, wenn man gleichzeitig eine „Mauer um den Wohlfahrtsstaat“ errichte, um Anreize zur Einwanderung in diesen zu begrenzen. Dieser Idee folgend strichen die USA 1996 auf Anregung von Präsident Bill Clinton allen neuen Einwanderern für fünf Jahre den Zugang zu allen Sozialleistungen der Bundesebene.
Hans-Werner Sinn analysiert unter Hinweis auf die Situation in den USA, dass die Zuwanderung von überwiegend geringqualifizierten Menschen zu einem Überangebot in diesem Segment des Arbeitsmarktes führen werde und somit die Löhne gedrückt würden. Der Sozialstaat werde hier Härten abfedern müssen.
Der international bekannte britische Ökonom und Migrationsforscher Paul Collier wies 2014 in seinem Buch „Exodus - Warum wir Einwanderung neu regeln müssen“ ebenfalls auf die Unvereinbarkeit von offenen Grenzen und Sozialstaat hin: „Den Armen in anderen Ländern zu helfen ist eine klare moralische Pflicht... Doch aus der Hilfspflicht kann nicht die Pflicht folgen, einen allgemein freien Grenzverkehr zuzulassen. Tatsächlich wären diejenigen, nach deren Ansicht man es den Armen freistellen sollte, in reiche Länder auszuwandern, wahrscheinlich die ersten, die gegen das Recht von Reichen, in arme Länder zu ziehen, Einspruch erheben würden, weil es einen unangenehmen kolonialistischen Beigeschmack hätte“. Die Freie Migration gegen den Nationalstaat auszuspielen wird von Collier als widersinnig betrachtet, da durch Grenzen definierte Nationen gerade für Migranten wichtige, legitime moralische und attraktive Einheiten seien: „Tatsächlich sind es die Früchte erfolgreicher Nationalstaatlichkeit, die auf Migranten anziehend wirken“. Die „erfolgreiche Nationalstaatlichkeit“ setzt ein hohes Maß an innergesellschaftlich stabiler Kooperation („...grundlegend für den Wohlstand“), gegenseitigem Vertrauen und an Beherrschung informeller, in gemeinsamer nationaler Identität erworbener Regeln und Standards voraus, die durch eine unbegrenzt ermöglichte Zuwanderung in Gefahr geraten und damit letztlich auch die Attraktivität einzelner Länder für Zuwanderer wieder gefährden. Daher plädiert Collier für eine national geregelte, angepasste Einwanderung: „Eine mäßige Einwanderung wird einen sozialen Gesamtnutzen mit sich bringen, während anhaltend hohe Immigrationsraten die Gefahren beträchtlicher Kosten heraufbeschwören“. Je größer der Einwandereranteil eines Landes, desto geringer das Vertrauen zwischen Einwanderern und Einheimischen und damit für den sozialen Frieden, die Grundlage der erreichten Wohlstands- und Wohlfahrtsattraktivität. Das gilt für Collier insbesondere dort, wo „Einwanderung das Sozialkapital der einheimischen Bevölkerung verringert“. Schlussfolgerung Colliers: „Für dichtbesiedelte Länder könnte… die offene Tür… unweigerlich komplizierte, langwierige soziale Probleme nach sich ziehen“.
Das Argument, dass es einen Zusammenhang von Arbeitsmigration und niedrigen Löhnen gebe, ist auch bei der Diskussion um Fachkräftemangel von Bedeutung.
Auch sozialdemokratische Kritiker verweisen darauf, dass Staaten als Sozialstaaten vor allem dafür verantwortlich seien, dass die bereits in ihnen lebenden Menschen auskömmliche Einkommen hätten. Aus diesem Grund seien in den meisten Staaten der Europäischen Union gesetzliche Mindestlöhne eingeführt worden, die so bemessen sein sollen, dass zumindest ledige Erwerbstätige durch Arbeit mehr als ihr Existenzminimum erwirtschaften. Das System von Mindestlöhnen gerate in Gefahr, wenn eine Vielzahl gering qualifizierter Migranten durch das zusätzliche Angebot an Arbeitskraft den Marktpreis nicht nur für ihre Arbeitskraft, sondern auch für die Arbeitskraft Einheimischer, die auf „Jedermann-Arbeit“ angewiesen seien, deutlich unter das Niveau des Mindestlohns drücke. Diese These ist jedoch von den meisten Ökonomen nicht nachweisbar. Zum Großteil beweisen ökonomische Studien, dass Migration keinen und auf lange Sicht einen positiven Effekt auf niedrige Löhne hat.

### Kulturelle Identität
Konservative Kritiker verweisen auf die kulturelle und/oder nationale Identität von Staaten und sehen diese durch eine zu starke Zuwanderung von Ausländern gefährdet.

### Migration braucht Steuerung
Historische Evidenz legt nahe, dass freie Migration nur so lange funktioniert, wie die Interessen der Migranten, der abgebenden und der aufnehmenden Länder in Harmonie sind. Sobald es zu sozialen oder ökonomischen Störungen kommt, bricht ein Regime freier Migration zusammen. Bei gesteuerter Zuwanderung ist Migration weniger konfliktträchtig und mittelfristig ein höheres Volumen an Migration tragfähig. Unter diesem Gesichtspunkt verlieren die Argumente gegen kontrollierte Zuwanderung an Substanz. Zwar bedeutet gesteuerte Zuwanderung eine Härte gegenüber einzelnen Migrationswilligen. Dies ist aber gerechtfertigt, weil die menschliche Wohlfahrt in der Summe durch gesteuerte Migration stärker befördert wird als durch freie Migration. Für die Überlegenheit des Regimes gesteuerter Zuwanderung gibt es u. a. folgende Gründe:
- Bei gesteuerter Migration können solche Arbeitskräfte angeworben werden, die eine komplexe, hochspezialisierte Wirtschaft benötigt. Bei freier Migration kommen überwiegend ungeeignete Migranten.
- Das Volumen der Zuwanderung kann an dem Wirtschaftswachstum (Zuwachs an Produktionsmitteln) ausgerichtet werden. Wenn die Zuwanderung höher ausfällt als der Zuwachs an Produktionsmitteln, sinkt der Lebensstandard der einheimischen Bevölkerung. Es kommt zu Friktionen zwischen Einheimischen und Zuwanderern.
- Bei freier Migration können Zuwanderer innerhalb kurzer Zeit in großer Zahl kommen, was zu großen Problemen und Spannungen führen kann. Bei gesteuerter Zuwanderung werden Umfang und Zusammensetzung der Zuwanderer im Voraus geplant und an der Integrationsfähigkeit ausgerichtet.

Die Mehrheit deutscher Wirtschaftsprofessoren erwartet nach einer im Februar 2016 durchgeführten Umfrage des Ifo-Instituts wirtschaftliche Nachteile von der Flüchtlingspolitik der Bundesregierung. Eine relative Mehrheit erwartet von den Asylbewerbern eher Nachteile für das Land (40 Prozent). Eher Vorteile sehen nur 23 Prozent. Am besten schneidet in den Augen der Professoren die Zuwanderungspolitik Kanadas und Australiens ab, die beide sehr stark nach der Qualifikation der Einwanderer selektieren. Die große Mehrheit der Ökonomen fordert eine bessere Sicherung der Außengrenzen des Schengen-Raums. Gleichzeitig warnen sie davor, auch nur temporär nationale Grenzen im Schengen-Raum zu schließen.
Vor dem Hintergrund der Flüchtlingskrise in Europa ab 2015 betrachtete der Journalist Klaus Geiger offene Grenzen als inhuman und ungerecht. Zum einen würden Menschenleben gefährdet, wenn Eltern ihre Kinder schutzlos nach Europa schickten und/oder wenn Flüchtlinge in seeuntaugliche Boote steigen, um nach Europa zu gelangen. Zweitens hätten junge Männer, die über ausreichend Geld verfügen, die besten Chancen nach Europa zu kommen; wirklich arme Flüchtlinge blieben fern jeder Willkommenskultur. Drittens sei es 130 Mal teurer, Flüchtlinge in Europa zu versorgen als nahe ihrer Heimatregion. Während für Flüchtlinge, die es bis nach Europa schafften, sehr viel Geld ausgegeben würde, bliebe für die anderen kaum etwas.